# Terminator: Genisys
Terminator: Genisys är en amerikansk science fiction-actionfilm som hade biopremiär i USA den 1 juli 2015, i regi av Alan Taylor efter ett manus av Laeta Kalogridis och Patrick Lussier. Filmen är en reboot på Terminator-franchisen.

## Rollista (i urval)
- Arnold Schwarzenegger – The Terminator (T-800)
- Jason Clarke – John Connor
- Emilia Clarke – Sarah Connor
- Jai Courtney – Kyle Reese
- Lee Byung-Hun – T-1000
- J.K. Simmons – Detektiv O'Brien
- Matt Smith – T-5000
- Courtney B. Vance – Miles Dyson
- Dayo Okeniyi – Danny Dyson
- Gregory Alan Williams – Detektiv Harding
- Sandrine Holt – Detektiv Cheung
- Michael Gladis – Löjtnant Matias
- Nolan Gross – Skynet

## Produktion
Tidigare hade en fortsättning varit planerad på Terminator Salvation (2009) regisserad av Joseph McGinty Nichol. Då Salvation inte lyckades dra den stora publiken lades alla planer på en direkt uppföljare ned.
I april 2011 presenterades planer på en ny film där även Arnold Schwarzenegger ryktades skulle medverka, vilket dock motsades av honom själv. I maj 2011 köpte Megan Ellisons filmbolag Annapurna Films rättigheterna. I augusti 2011 blev det klart att Justin Lin skulle regissera filmen. Månaden därpå fick man veta att Lin var tvungen att hoppa av projektet på grund av arbetet med Fast & Furious 6. Regin hamnade istället hos Alan Taylor.
Tidigt 2012 fanns det inget att säga om filmen, mer än att den skulle bli barnförbjuden enligt Ellison.
Under 2013 bekräftade Schwarzenegger att han hade fått en roll och berättade att filmen skulle spelas in i januari 2014. Den 9 december 2013 rapporterade man att filmen skulle heta Terminator: Genesis. Några dagar senare meddelade Deadline att Emilia Clarke skulle spela Sarah Connor. Inspelningen påbörjades i slutet av april 2014 och avslutades i början av augusti. Samma månad meddelades det att titeln hade ändrats från Genesis till Genisys.

## Om filmen
Filmen hade Sverigebiopremiär den 25 juni 2015.
Filmen var bekräftad att vara början till en ny trilogi, med ett flertal uppföljare samt en tv-serie som var tänkta att ha premiär och sändas efter denna films finansiella framgång. Filmen mottogs dock av negativa recensioner; och intresset för uppföljare blev vekt och lades ner. Det blev då beslutat att börja om på nytt igen med Terminator: Dark Fate där bland andra James Cameron var aktiv under produktionen. Även Schwarzenegger återvände till den andra nystarten. Men Terminator Dark Fate blev inte heller den framgång man hade hoppats på, och uppföljare till den sistnämnda filmen ställdes in. 